# PEC Zwolle in het seizoen 2020/21 (vrouwen)
Het seizoen 2018/2019 was het 10e jaar in het bestaan van de Zwolse vrouwenvoetbalclub PEC Zwolle. De club kwam uit in de Eredivisie, na de eerste volledige competitieronde eindigde het team op de 5e plaats in de rangschikking. Dit betekende opnieuw deelname aan de plaatseringsgroep, deze groep werd op een zesde plaats afgesloten. In de strijd om de KNVB beker werd in de achtste finale verloren van PSV met 3–0. De Eredivisie Cup werd afgesloten op de vierde plaats. Als gevolg van de maatregelen die de Nederlandse overheid nam naar aanleiding van de Coronacrisis in Nederland werden, op een enkele na, de wedstrijden zonder publiek gespeeld.

## Wedstrijdstatistieken

### Oefenwedstrijden
| Datum + plaats           | Wedstrijd                     | Uitslag       | Scoreverloop                                                                                                  |
| ------------------------ | ----------------------------- | ------------- | --- |
| 7 augustus 2020 Zwolle   | PEC Zwolle – Borussia Bocholt | 8 – 0         | Niet bekend                                                                                                   |
| 15 augustus 2020 Genk    | KRC Genk – PEC Zwolle         | 0 – 4         | Dominique Bruinenberg, Maxime Bennink, Danique Noordman, Marushka van Olst                                    |
| 18 augustus 2020 Zwolle  | Be Quick '28 – PEC Zwolle     | 0 – 6 (0 – 3) | Danique Noordman, Naomi Hilhorst, Naomi Hilhorst, Marushka van Olst, Marushka van Olst, Dominique Bruinenberg |
| 22 augustus 2020 Wijchen | SC Woezik – PEC Zwolle        | 0 – 7 (0 – 0) | Dominique Bruinenberg (3x), Naomi Hilhorst (2x), Jassina Blom, Danique Noordman                               |
| 22 augustus 2020 Wijchen | KAA Gent – PEC Zwolle         | 1 – 1 (0 – 1) | Niet bekend 1–0, Naomi Hilhorst 1–1                                                                           |
| 26 augustus 2020 Ede     | DTS Ede – PEC Zwolle          | 1 – 0 (0 – 0) | 89' Nikki van Wijk                                                                                            |
|                          |                               |               | |
| 19 februari 2021 Zwolle  | PEC Zwolle – sc Heerenveen    | 1 – 1         | Dominique Bruinenberg                                                                                         |

### Vrouwen Eredivisie
| | 1e speelronde | PEC Zwolle                                                                              | 1 – 0 (0 – 0)    | ADO Den Haag                                                                             | Opstelling PEC Zwolle: |
| 6 september 2020 Aanvangstijd: 12.15 uur Plaats: Zwolle Sportpark Be Quick '28 Toeschouwers: 250 Scheidsrechter: Kuiper | 6 september 2020 Aanvangstijd: 12.15 uur Plaats: Zwolle Sportpark Be Quick '28 Toeschouwers: 250 Scheidsrechter: Kuiper | Dominique Bruinenberg 56' (pen.) Jassina Blom 90+2'                                     | Wedstrijdverslag | 41' Annouk Boshuizen                                                                     | Pondes, Van der Vegt, Smid, Van den Goorbergh, Van Koot, Pruim, Bruinenberg, Asbroek ( 72' Bennink), Noordman ( 72' Van Bentem), Hilhorst, Blom                                                                   |
| | 2e speelronde | FC Twente                                                                               | 2 – 2 (1 – 2)    | PEC Zwolle                                                                               | Opstelling PEC Zwolle: |
| 11 september 2020 Aanvangstijd: 19.30 uur Plaats: Enschede Het Diekman Toeschouwers: 500 Scheidsrechter: Van Schaik     | 11 september 2020 Aanvangstijd: 19.30 uur Plaats: Enschede Het Diekman Toeschouwers: 500 Scheidsrechter: Van Schaik     | Maren Tellenbröker 2' Renate Jansen 31' Marisa Olislagers 56' Kerstin Casparij 81' 83'  | Wedstrijdverslag | 33' Maud Asbroek 42' Naomi Hilhorst 61' Moïsa van Koot                                   | Pondes, Van der Vegt, Smid, Van den Goorbergh, Van Koot, Pruim, Bruinenberg, Asbroek ( 67' Van Bentem), Noordman ( 76' Niens), Hilhorst, Blom ( 59' Bennink)                                                      |
| | 3e speelronde | PEC Zwolle                                                                              | 0 – 0 (0 – 0)    | VV Alkmaar                                                                               | Opstelling PEC Zwolle: |
| 2 oktober 2020 Aanvangstijd: 19.30 uur Plaats: Zwolle MAC³PARK stadion Toeschouwers: 0 Scheidsrechter: Wever            | 2 oktober 2020 Aanvangstijd: 19.30 uur Plaats: Zwolle MAC³PARK stadion Toeschouwers: 0 Scheidsrechter: Wever            | Imre van der Vegt 83'                                                                   | Wedstrijdverslag |                                                                                          | Pondes, Van der Vegt ( 86' Niens), Smid, Van den Goorbergh, Van Koot, Tiemens, Bruinenberg ( 62' Weijkamp), Asbroek, Noordman ( 70' Van Olst), Hilhorst, Bennink                                                  |
| | 4e speelronde | PSV                                                                                     | 5 – 2 (2 – 2)    | PEC Zwolle                                                                               | Opstelling PEC Zwolle: |
| 9 oktober 2020 Aanvangstijd: 19.30 uur Plaats: Eindhoven De Herdgang Toeschouwers: 0 Scheidsrechter: Schuurmans         | 9 oktober 2020 Aanvangstijd: 19.30 uur Plaats: Eindhoven De Herdgang Toeschouwers: 0 Scheidsrechter: Schuurmans         | Joëlle Smits 33', 72' Kyah Simon 37' Julie Biesmans 20' Nurija van Schoonhoven 90+3'    | Wedstrijdverslag | 7' Dominique Bruinenberg 38' Naomi Hilhorst                                              | Pondes, Van der Vegt, Smid, Van den Goorbergh, Van Koot, Tiemens ( 74' Blom), Bruinenberg, Asbroek ( 62' Van Bentem), Noordman ( 62' Van Olst), Hilhorst, Bennink                                                 |
| | 5e speelronde | PEC Zwolle                                                                              | 1 – 4 (0 – 1)    | Ajax                                                                                     | Opstelling PEC Zwolle: |
| 25 oktober 2020 Aanvangstijd: 12.15 uur Plaats: Zwolle MAC³PARK stadion Toeschouwers: 0 Scheidsrechter: Kieft           | 25 oktober 2020 Aanvangstijd: 12.15 uur Plaats: Zwolle MAC³PARK stadion Toeschouwers: 0 Scheidsrechter: Kieft           | Naomi Hilhorst 90+4'                                                                    | Wedstrijdverslag | 37' Chasity Grant 37' Samantha van Diemen 49', 56' Nikita Tromp 90+3' Jonna van de Velde | Pondes, Van der Vegt ( 81' Van Bentem), Smid, Blom ( 75' [[Lauri Weijkamp>Weijkamp]]), Van Koot, Tiemens ( 61' Noordman), Bruinenberg, Asbroek, Pruim ( 76' Van den Goorbergh), Hilhorst, Bennink ( 81' Van Olst) |
| | 6e speelronde | PEC Zwolle                                                                              | 1 – 1 (0 – 0)    | sc Heerenveen                                                                            | Opstelling PEC Zwolle: |
| 6 november 2020 Aanvangstijd: 19.30 uur Plaats: Zwolle MAC³PARK stadion Toeschouwers: 0 Scheidsrechter: Groenewegen     | 6 november 2020 Aanvangstijd: 19.30 uur Plaats: Zwolle MAC³PARK stadion Toeschouwers: 0 Scheidsrechter: Groenewegen     | Naomi Hilhorst 68'                                                                      | Wedstrijdverslag | 56' Francisca Cardoso                                                                    | Pondes, Van der Vegt, Smid, Van den Goorbergh, Van Koot, Asbroek, Bruinenberg, Pruim ( 79' Tiemens), Hilhorst, Blom, Bennink ( 67' Van Olst)                                                                      |
| | 7e speelronde | Excelsior                                                                               | 2 – 1 (1 – 0)    | PEC Zwolle                                                                               | Opstelling PEC Zwolle: |
| 13 november 2020 Aanvangstijd: 19.30 uur Plaats: Rotterdam Stadion Woudestein Toeschouwers: 0 Scheidsrechter: Hardeman  | 13 november 2020 Aanvangstijd: 19.30 uur Plaats: Rotterdam Stadion Woudestein Toeschouwers: 0 Scheidsrechter: Hardeman  | Nidia Bos 8' Celien Tiemens 77' (e.d.)                                                  | Wedstrijdverslag | 54' Naomi Hilhorst 90+4' (pen.) Dominique Bruinenberg 90+6' Cheyenne van den Goorbergh   | Pondes, Van der Vegt, Smid ( 46' Van Olst), Van den Goorbergh, Niens, Pruim, Bruinenberg, Asbroek ( 61' Tiemens), Blom, Hilhorst, Bennink ( 61' Noordman)                                                         |
| | 8e speelronde | ADO Den Haag                                                                            | 3 – 0 (1 – 0)    | PEC Zwolle                                                                               | Opstelling PEC Zwolle: |
| 20 november 2020 Aanvangstijd: 19.30 uur Plaats: Den Haag Cars Jeans Stadion Toeschouwers: 0 Scheidsrechter: Van Dongen | 20 november 2020 Aanvangstijd: 19.30 uur Plaats: Den Haag Cars Jeans Stadion Toeschouwers: 0 Scheidsrechter: Van Dongen | Gwyneth Hendriks 5' (pen.) Jaimy Ravensbergen 51' Nadine Noordam 89' Anne Sellies 90+1' | Wedstrijdverslag | 4' Cheyenne van den Goorbergh                                                            | Pondes ( 56' Postma), Van Koot, Van den Goorbergh, Smid ( 72' Tiemens), Van der Vegt, Asbroek ( 83' Diekman), Noordman, Pruim ( 72' Van Bentem), Blom ( 57' Van Olst), Hilhorst, Bennink                          |
| | 9e speelronde | PEC Zwolle                                                                              | 1 – 4 (0 – 1)    | FC Twente                                                                                | Opstelling PEC Zwolle: |
| 11 december 2020 Aanvangstijd: 19.30 uur Plaats: Zwolle MAC³PARK stadion Toeschouwers: 0 Scheidsrechter: Eijgelsheim    | 11 december 2020 Aanvangstijd: 19.30 uur Plaats: Zwolle MAC³PARK stadion Toeschouwers: 0 Scheidsrechter: Eijgelsheim    | Jassina Blom 84'                                                                        | Wedstrijdverslag | 14' Kerstin Casparij 37' Bente Jansen 50', 74', 89' Renate Jansen                        | Postma, Van Koot, Bruinenberg, Van den Goorbergh ( 31' Smid), Van der Vegt, Asbroek ( 65' Van Bentem), Blom, Noordman, Pruim, Bennink ( 78' Van Olst), Hilhorst ( 65' Diekman)                                    |
| | 10e speelronde | VV Alkmaar                                                                              | 0 – 3 (0 – 0)    | PEC Zwolle                                                                               | Opstelling PEC Zwolle: |
| 12 februari 2021 Aanvangstijd: 19.30 uur Plaats: Alkmaar Robonsbosweg Toeschouwers: 0 Scheidsrechter: Puts              | 12 februari 2021 Aanvangstijd: 19.30 uur Plaats: Alkmaar Robonsbosweg Toeschouwers: 0 Scheidsrechter: Puts              |                                                                                         | Wedstrijdverslag | 75' Dominique Bruinenberg 82' Kely Pruim 84' Maxime Bennink                              | Pondes, Van Bentem, Van den Goorbergh ( 80' Smid), Pruim, Van Koot, Noordman, Diekman, Bruinenberg, Blom ( 90+1' Tiemens), Van Olst ( 69' Bennink), Hilhorst                                                      |
| | 11e speelronde | PEC Zwolle                                                                              | 0 – 1 (0 – 0)    | PSV                                                                                      | Opstelling PEC Zwolle: |
| 7 maart 2021 Aanvangstijd: 12.15 uur Plaats: Zwolle MAC³PARK stadion Toeschouwers: 0 Scheidsrechter: Overtoom           | 7 maart 2021 Aanvangstijd: 12.15 uur Plaats: Zwolle MAC³PARK stadion Toeschouwers: 0 Scheidsrechter: Overtoom           | Imre van der Vegt 81'                                                                   | Wedstrijdverslag | 57' Romée Leuchter                                                                       | Pondes, Van Koot, Pruim, Van den Goorbergh, Van der Vegt, Bruinenberg ( 71' Weijkamp), Diekman, Blom, Van Olst ( 81' Tiemens), Bennink ( 71' Noordman), Hilhorst                                                  |
| | 12e speelronde | Ajax                                                                                    | 0 – 1 (0 – 0)    | PEC Zwolle                                                                               | Opstelling PEC Zwolle: |
| 14 maart 2021 Aanvangstijd: 12.15 uur Plaats: Amsterdam De Toekomst Toeschouwers: 0 Scheidsrechter: Van der Helm        | 14 maart 2021 Aanvangstijd: 12.15 uur Plaats: Amsterdam De Toekomst Toeschouwers: 0 Scheidsrechter: Van der Helm        |                                                                                         | Wedstrijdverslag | 51' Jill Diekman 59' Kely Pruim 60' Marushka van Olst 72' Imre van der Vegt              | Pondes, Van der Vegt, Van den Goorbergh, Pruim, Van Koot, Blom, Diekman ( 76' Tiemens), Bruinenberg, Noordman ( 86' Van Bentem), Van Olst ( 86' Weijkamp), Hilhorst ( 34' Bennink)                                |
| | 13e speelronde | sc Heerenveen                                                                           | 0 – 1 (0 – 1)    | PEC Zwolle                                                                               | Opstelling PEC Zwolle: |
| 21 maart 2021 Aanvangstijd: 19.30 uur Plaats: Heerenveen Skoatterwâld Toeschouwers: 0 Scheidsrechter: Vereijken         | 21 maart 2021 Aanvangstijd: 19.30 uur Plaats: Heerenveen Skoatterwâld Toeschouwers: 0 Scheidsrechter: Vereijken         |                                                                                         | Wedstrijdverslag | 45' Jill Diekman 78' Kely Pruim                                                          | Pondes, Van der Vegt, Van den Goorbergh, Pruim, Van Koot, Blom, Diekman, Bruinenberg, Noordman ( 83' Weijkamp), Van Olst ( 62' Tiemens), Bennink                                                                  |
| | 14e speelronde | PEC Zwolle                                                                              | 2 – 2 (1 – 0)    | Excelsior                                                                                | Opstelling PEC Zwolle: |
| 28 maart 2021 Aanvangstijd: 19.30 uur Plaats: Zwolle MAC³PARK stadion Toeschouwers: 0 Scheidsrechter: Stegeman          | 28 maart 2021 Aanvangstijd: 19.30 uur Plaats: Zwolle MAC³PARK stadion Toeschouwers: 0 Scheidsrechter: Stegeman          | Jassina Blom 44' 90+5' Maxime Bennink 46' Marushka van Olst 66'                         | Wedstrijdverslag | 67' Marthe van Erk 82' Fréderique Nieuwland 90+3' Daniëlle Noordermeer                   | Pondes, Van der Vegt, Van den Goorbergh, Pruim, Van Koot, Blom, Diekman ( 68' Tiemens), Bruinenberg, Van Olst ( 79' Weijkamp), Bennink, Noordman                                                                  |

#### Plaatseringsgroep
| | 1e speelronde | PEC Zwolle                                                                                                 | 1 – 1 (0 – 0)    | sc Heerenveen                                                                     | Opstelling PEC Zwolle: |
| 23 april 2021 Aanvangstijd: 19.30 uur Plaats: Zwolle Sportpark Be Quick '28 Toeschouwers: 0 Scheidsrechter: Van Zuilichem | 23 april 2021 Aanvangstijd: 19.30 uur Plaats: Zwolle Sportpark Be Quick '28 Toeschouwers: 0 Scheidsrechter: Van Zuilichem | Jassina Blom 40' Imre van der Vegt 71'                                                                     | Wedstrijdverslag | 79' Jet van der Veen                                                              | Pondes, Van der Vegt, Van den Goorbergh, Pruim, Van Koot, Blom, Diekman ( 63' Tiemens), Bruinenberg, Van Olst, Bennink ( 88' Maatman), Noordman ( 63' Hindriksen)                                   |
| | 2e speelronde | VV Alkmaar                                                                                                 | 3 – 3 (1 – 2)    | PEC Zwolle                                                                        | Opstelling PEC Zwolle: |
| 30 april 2021 Aanvangstijd: 19.30 uur Plaats: Alkmaar Robonsbosweg Toeschouwers: 0 Scheidsrechter: Spaan                  | 30 april 2021 Aanvangstijd: 19.30 uur Plaats: Alkmaar Robonsbosweg Toeschouwers: 0 Scheidsrechter: Spaan                  | Nicole Stoop 20' Chimera Ripa 33', 68' Sanne Koopman 79'                                                   | Wedstrijdverslag | 29' Danique Noordman 38' Marushka van Olst 53' (e.d.) Maudy Stoop 83' Evi Maatman | Pondes, Van der Vegt, Van den Goorbergh, Pruim, Van Koot, Blom, Diekman ( 59' Tiemens), Bruinenberg ( 81' Hindriksen), Van Olst ( 59' Maatman), Bennink ( 81' Van Bentem), Noordman                 |
| | 3e speelronde | Excelsior                                                                                                  | 1 – 1 (0 – 1)    | PEC Zwolle                                                                        | Opstelling PEC Zwolle: |
| 7 mei 2021 Aanvangstijd: 19.30 uur Plaats: Rotterdam Stadion Woudestein Toeschouwers: 0 Scheidsrechter: Shona Shukrula    | 7 mei 2021 Aanvangstijd: 19.30 uur Plaats: Rotterdam Stadion Woudestein Toeschouwers: 0 Scheidsrechter: Shona Shukrula    | Dominique Bruinenberg 7' Kely Pruim 50'                                                                    | Wedstrijdverslag | 34' Nadine de Breij 77' Daniëlle Noordermeer 90+2' (pen.) Fréderique Nieuwland    | Pondes, Van der Vegt, Van den Goorbergh, Pruim, Van Koot, Bruinenberg, Blom, Tiemens, Noordman ( 90+2' Hindriksen), Maatman ( 80' Diekman), Van Olst ( 73' Bennink)                                 |
| | 4e speelronde | PEC Zwolle                                                                                                 | 2 – 0 (0 – 0)    | Excelsior                                                                         | Opstelling PEC Zwolle: |
| 14 mei 2021 Aanvangstijd: 19.30 uur Plaats: Zwolle Sportpark Be Quick '28 Toeschouwers: 0 Scheidsrechter: Tissingh        | 14 mei 2021 Aanvangstijd: 19.30 uur Plaats: Zwolle Sportpark Be Quick '28 Toeschouwers: 0 Scheidsrechter: Tissingh        | Jill Diekman 62' Tess van Bentem 71'                                                                       | Wedstrijdverslag | 74' Daniëlle Noordermeer 82' Fréderique Nieuwland                                 | Pondes, Van der Vegt, Pruim, Van den Goorbergh, Van Koot, Bruinenberg, Blom ( 66' Bennink), Diekman ( 80' Weijkamp), Noordman ( 89' Smid), Maatman ( 66' Hindriksen), Van Olst ( 46' Van Bentem)    |
| | 5e speelronde | sc Heerenveen                                                                                              | 1 – 0 (0 – 0)    | PEC Zwolle                                                                        | Opstelling PEC Zwolle: |
| 21 mei 2021 Aanvangstijd: 19.30 uur Plaats: Heerenveen Skoatterwâld Toeschouwers: 0 Scheidsrechter: Van der Helm          | 21 mei 2021 Aanvangstijd: 19.30 uur Plaats: Heerenveen Skoatterwâld Toeschouwers: 0 Scheidsrechter: Van der Helm          | Danique van Ginkel 65' Elze Huls 85'                                                                       | Wedstrijdverslag |                                                                                   | Pondes, Van der Vegt, Van den Goorbergh, Pruim ( 88' Maatman), Van Koot, Bruinenberg ( 88' Tiemens), Blom, Diekman ( 64' Weijkamp), Van Olst ( 46' Van Bentem), Bennink ( 64' Hindriksen), Noordman |
| | 6e speelronde | PEC Zwolle                                                                                                 | 5 – 1 (4 – 0)    | VV Alkmaar                                                                        | Opstelling PEC Zwolle: |
| 28 mei 2021 Aanvangstijd: 19.30 uur Plaats: Zwolle Sportpark Be Quick '28 Toeschouwers: 0 Scheidsrechter: Overtoom        | 28 mei 2021 Aanvangstijd: 19.30 uur Plaats: Zwolle Sportpark Be Quick '28 Toeschouwers: 0 Scheidsrechter: Overtoom        | Dominique Bruinenberg 3' Marushka van Olst 15' Jassina Blom 44', 49' Danique Noordman 45' Jill Diekman 52' | Wedstrijdverslag | 90+1' Chimera Ripa                                                                | Pondes, Van der Vegt, Van den Goorbergh ( 74' Rijks), Pruim ( 46' Smid), Van Koot, Blom, Diekman ( 61' Weijkamp), Bruinenberg ( 68' Niens), Van Olst ( 68' Bennink), Van Bentem, Noordman           |

### KNVB beker
| | Kwartfinale | PSV                                       | 3 – 0 (0 – 0)    | PEC Zwolle | Opstelling PEC Zwolle: |
| 5 februari 2021 Aanvangstijd: 19.30 uur Plaats: Eindhoven De Herdgang Toeschouwers: 0 Scheidsrechter: Henshuijs | 5 februari 2021 Aanvangstijd: 19.30 uur Plaats: Eindhoven De Herdgang Toeschouwers: 0 Scheidsrechter: Henshuijs | Joëlle Smits 55', 84' Naomi Pattiwael 88' | Wedstrijdverslag |            | Pondes, Van Koot ( 82' Rijks), Asbroek ( 65' Noordman), Bennink ( 65' Van Olst), Blom, Van den Goorbergh, Hilhorst, Pruim, Van der Vegt ( 46' Van Bentem), Bruinenberg, Diekman ( 76' Weijkamp) |

### Eredivisie Cup
| | Eerste ronde | PEC Zwolle                                                                                       | 0 – 2 (0 – 0)    | Ajax                                                     | Opstelling PEC Zwolle: |
| 25 september 2020 Aanvangstijd: 19.30 uur Plaats: Zwolle Sportpark Be Quick '28 Toeschouwers: 200 Scheidsrechter: Fledderus  | 25 september 2020 Aanvangstijd: 19.30 uur Plaats: Zwolle Sportpark Be Quick '28 Toeschouwers: 200 Scheidsrechter: Fledderus  |                                                                                                  | Wedstrijdverslag | 74' Stefanie van der Gragt 89' Nikita Tromp              | Pondes, Van der Vegt, Smid, Van den Goorbergh, Van Koot, Tiemens ( 71' Van Bentem), Bruinenberg ( 78' Weijkamp), Asbroek, Noordman, Hilhorst, Bennink ( 71' Van Olst)                            |
| | Tweede ronde | PEC Zwolle                                                                                       | 3 – 0 (1 – 0)    | ADO Den Haag                                             | Opstelling PEC Zwolle: |
| 4 december 2020 Aanvangstijd: 19.30 uur Plaats: Zwolle Sportpark Be Quick '28 Toeschouwers: 0 Scheidsrechter: Van der Helm   | 4 december 2020 Aanvangstijd: 19.30 uur Plaats: Zwolle Sportpark Be Quick '28 Toeschouwers: 0 Scheidsrechter: Van der Helm   | Jassina Blom 33', 49' Jill Diekman 90+4'                                                         | Wedstrijdverslag | 66' Nadine Noordam                                       | Postma, Van der Vegt, Van den Goorbergh, Blom ( 89' Diekman), Van Koot, Pruim, Bruinenberg, Asbroek, Noordman ( 84' Weijkamp), Hilhorst, Bennink ( 77' Van Bentem)                               |
| | Derde ronde | PSV                                                                                              | 6 – 1 (2 – 1)    | PEC Zwolle                                               | Opstelling PEC Zwolle: |
| 30 januari 2021 Aanvangstijd: 19.30 uur Plaats: Eindhoven De Herdgang Toeschouwers: 0                                        | 30 januari 2021 Aanvangstijd: 19.30 uur Plaats: Eindhoven De Herdgang Toeschouwers: 0                                        | Joëlle Smits 36' Amy Harrison 30' 43' Jeslynn Kuijpers 47', 75' Laura Strik 68' Esmee Brugts 72' |                  | 10' Dominique Bruinenberg                                | Pondes, Rijks ( 61' Van Bentem), Van Koot, Van der Vegt ( 69' Noordman), Bruinenberg, Van den Goorbergh, Pruim ( 79' Asbroek), Diekman ( 79' Weijkamp), Blom, Bennink ( 46' Van Olst), Hilhorst  |
| | Vierde ronde | PEC Zwolle                                                                                       | 3 – 2 (0 – 2)    | ADO Den Haag                                             | Opstelling PEC Zwolle: |
| 26 februari 2021 Aanvangstijd: 19.30 uur Plaats: Zwolle Sportpark Be Quick '28 Toeschouwers: 0 Scheidsrechter: Van Zuilichem | 26 februari 2021 Aanvangstijd: 19.30 uur Plaats: Zwolle Sportpark Be Quick '28 Toeschouwers: 0 Scheidsrechter: Van Zuilichem | Jassina Blom 69', 84' Naomi Hilhorst 82'                                                         | Wedstrijdverslag | 26' (pen.), 37' Jannette van Belen 70' Louise van Oosten | Postma, Van der Vegt ( 79' Van Koot), Van den Goorbergh, Bruinenberg, Niens, Asbroek ( 65' Tiemens), Pruim, Blom, Bennink ( 65' Noordman), Van Olst, Weijkamp ( 79' Hilhorst)                    |
| | Vijfde ronde | PSV                                                                                              | 5 – 1 (2 – 1)    | PEC Zwolle                                               | Opstelling PEC Zwolle: |
| 2 april 2021 Aanvangstijd: 19.30 uur Plaats: Eindhoven De Herdgang Toeschouwers: 0                                           | 2 april 2021 Aanvangstijd: 19.30 uur Plaats: Eindhoven De Herdgang Toeschouwers: 0                                           | Kayleigh van Dooren 4', 89' Maxime Snellenberg 20' Dieke van Straten 80' Naomi Pattiwael 83'     |                  | 45' Marushka van Olst 60' Kely Pruim                     | Pondes, Van der Vegt, Van den Goorbergh, Pruim, Van Koot ( 88' Niens), Noordman ( 81' De Keijzer), Blom ( 81' Rijks), Van Bentem ( 68' Eenkhoorn), Bennink, Van Olst ( 46' Hindriksen), Weijkamp |

## Selectie en technische staf

### Selectie
| Nr.             | Nat.               | Naam                       | Competitie  | Competitie  | Beker       | Beker       | Eredivisie Cup | Eredivisie Cup | Totaal      | Totaal      | Seizoen bij PEC Zwolle | Vorige club      | Debuut PEC Zwolle |             |             |
| Nr.             | Nat.               | Naam                       | W           |             | W           |             | W              |                | W           |             | Seizoen bij PEC Zwolle | Vorige club      | Debuut PEC Zwolle |             |             |
| Doelvrouwen     | Doelvrouwen        | Doelvrouwen                | Doelvrouwen | Doelvrouwen | Doelvrouwen | Doelvrouwen | Doelvrouwen    | Doelvrouwen    | Doelvrouwen | Doelvrouwen | Doelvrouwen            | Doelvrouwen      | Doelvrouwen       | Doelvrouwen | Doelvrouwen |
| --------------- | ------------------ | -------------------------- | ----------- | ----------- | ----------- | ----------- | -------------- | -------------- | ----------- | ----------- | ---------------------- | ---------------- | ----------------- | ----------- | ----------- |
| 1               | Vlag van Nederland | Moon Pondes                | 19          | 0           | 1           | 0           | 3              | 0              | 23          | 0           | 5e                     | FC Twente        | 5 mei 2017        |             |             |
| 16              | Vlag van Nederland | Deveny Huver               | 0           | 0           | 0           | 0           | 0              | 0              | 0           | 0           | 1e                     | Jeugd            | –                 |             |             |
| 16              | Vlag van Nederland | Melissa Kwakman            | 0           | 0           | 0           | 0           | 0              | 0              | 0           | 0           | 1e                     | Jeugd            | –                 |             |             |
| 23              | Vlag van Nederland | Tirsa Postma               | 2           | 0           | 0           | 0           | 2              | 0              | 4           | 0           | 5e                     | Jeugd            | 23 februari 2018  |             |             |
| Verdedigsters   |                    |                            |             |             |             |             |                |                |             |             |                        |                  |                   |             |             |
| 3               | Vlag van Nederland | Moïsa van Koot             | 19          | 0           | 1           | 0           | 5              | 0              | 25          | 0           | 3e                     | Jeugd            | 2 november 2018   |             |             |
| 4               | Vlag van Nederland | Shanel Smid                | 12          | 0           | 0           | 0           | 1              | 0              | 13          | 0           | 4e                     | Jeugd            | 1 september 2017  |             |             |
| 18              | Vlag van Nederland | Imre van der Vegt          | 19          | 1           | 1           | 0           | 5              | 0              | 25          | 1           | 3e                     | Jeugd            | 6 september 2019  |             |             |
| 22              | Vlag van Nederland | Beau Rijks                 | 1           | 0           | 1           | 0           | 2              | 0              | 4           | 0           | 2e                     | VV Alkmaar       | 6 september 2019  |             |             |
| –               | Vlag van Nederland | Loyce Speelman             | 0           | 0           | 0           | 0           | 0              | 0              | 0           | 0           | 1e                     | Jeugd            | –                 |             |             |
| Middenveldsters |                    |                            |             |             |             |             |                |                |             |             |                        |                  |                   |             |             |
| 5               | Vlag van Nederland | Jeslin Niens               | 4           | 0           | 0           | 0           | 2              | 0              | 6           | 0           | 5e                     | Jeugd            | 18 november 2016  |             |             |
| 6               | Vlag van Nederland | Maud Asbroek               | 9           | 1           | 1           | 0           | 4              | 0              | 14          | 1           | 4e                     | Jeugd            | 1 september 2017  |             |             |
| 8               | Vlag van Nederland | Celien Tiemens             | 15          | 0           | 0           | 0           | 2              | 0              | 18          | 0           | 3e                     | Jeugd            | 2 november 2018   |             |             |
| 10              | Vlag van België    | Jassina Blom               | 19          | 4           | 1           | 0           | 4              | 4              | 24          | 8           | 1e                     | KAA Gent Ladies  | 6 september 2020  |             |             |
| 14              | Vlag van Nederland | Cheyenne van den Goorbergh | 20          | 0           | 1           | 0           | 5              | 0              | 26          | 0           | 1e                     | FC Twente        | 6 september 2020  |             |             |
| 17              | Vlag van Nederland | Kely Pruim                 | 18          | 1           | 1           | 0           | 4              | 0              | 23          | 1           | 5e                     | Jeugd            | 1 september 2017  |             |             |
| 21              | Vlag van Nederland | Dominique Bruinenberg      | 19          | 6           | 1           | 0           | 4              | 1              | 24          | 7           | 2e                     | Everton LFC      | 23 augustus 2019  |             |             |
| 28              | Vlag van Nederland | Tess van Bentem            | 12          | 1           | 1           | 0           | 4              | 0              | 17          | 1           | 1e                     | Jeugd            | 6 september 2020  |             |             |
| 39              | Vlag van Nederland | Robina Eenkhoorn           | 0           | 0           | 0           | 0           | 1              | 0              | 1           | 0           | 1e                     | Jeugd            | 2 april 2021      |             |             |
| 44              | Vlag van Nederland | Danique Noordman           | 19          | 1           | 1           | 0           | 5              | 0              | 25          | 1           | 1e                     | Jeugd            | 6 september 2020  |             |             |
| Aanvalsters     |                    |                            |             |             |             |             |                |                |             |             |                        |                  |                   |             |             |
| 7               | Vlag van Nederland | Maxime Bennink             | 20          | 1           | 1           | 0           | 5              | 0              | 26          | 1           | 4e                     | Reading FC Women | 9 september 2016  |             |             |
| 11              | Vlag van Nederland | Marushka van Olst          | 18          | 4           | 1           | 0           | 4              | 1              | 23          | 5           | 2e                     | Jeugd            | 23 augustus 2019  |             |             |
| 15              | Vlag van Nederland | Naomi Hilhorst             | 12          | 4           | 1           | 0           | 4              | 1              | 17          | 5           | 1e                     | FC Twente        | 6 september 2020  |             |             |
| 19              | Vlag van Nederland | Amy Banarsie               | 0           | 0           | 0           | 0           | 0              | 0              | 0           | 0           | 6e                     | Jeugd            | 13 mei 2016       |             |             |
| 20              | Vlag van Nederland | Lauri Weijkamp             | 9           | 0           | 1           | 0           | 5              | 0              | 15          | 0           | 6e                     | Jeugd            | 1 april 2016      |             |             |
| 29              | Vlag van Nederland | Pien Hindriksen            | 5           | 0           | 0           | 0           | 1              | 0              | 6           | 0           | 3e                     | Jeugd            | 7 september 2018  |             |             |
| 40              | Vlag van Nederland | Lotje de Keijzer           | 0           | 0           | 0           | 0           | 1              | 0              | 1           | 0           | 3e                     | Jeugd            | 7 september 2018  |             |             |
| 41              | Vlag van Nederland | Evi Maatman                | 5           | 1           | 0           | 0           | 0              | 0              | 5           | 1           | 1e                     | Jeugd            | 23 april 2021     |             |             |
| 42              | Vlag van Nederland | Jill Diekman               | 13          | 2           | 1           | 0           | 1              | 1              | 14          | 3           | 1e                     | Jeugd            | 20 november 2020  |             |             |
| Nr.             | Nat.               | Naam                       | W           |             | W           |             | W              |                | W           |             | Seizoen bij PEC Zwolle | Vorige club      | Debuut            |             |             |
| Nr.             | Nat.               | Naam                       | Competitie  | Competitie  | Beker       | Beker       | Eredivisie Cup | Eredivisie Cup | Totaal      | Totaal      | Seizoen bij PEC Zwolle | Vorige club      | Debuut            |             |             |

### Legenda
| # | Reden                                          |
| - | ---------------------------------------------- |
|   | Heeft de club in het lopende seizoen verlaten. |
|   | Heeft de club op huurbasis verlaten.           |

### Technische staf
| Naam         | Functie           |
| ------------ | ----------------- |
| Joran Pot    | Hoofdtrainer      |
| Jim Brinkhof | Assistent-trainer |

## Statistieken PEC Zwolle 2020/2021

### Eindstand PEC Zwolle in de Nederlandse Vrouwen Eredivisie 2020 / 2021
| Stand | Gespeeld | Gewonnen | Gelijk | Verloren | Punten | Doelpunten voor | Doelpunten tegen | Gele kaarten | Rode kaarten |
| ----- | -------- | -------- | ------ | -------- | ------ | --------------- | ---------------- | ------------ | ------------ |
| 5e    | 14       | 4        | 4      | 6        | 16     | 16              | 24               | 13           | 0            |

### Tussenstand PEC Zwolle in de plaatseringsgroep 5–8 2020 / 2021
| Stand | Gespeeld | Gewonnen | Gelijk | Verloren | Punten | Doelpunten voor | Doelpunten tegen | Gele kaarten | Rode kaarten |
| ----- | -------- | -------- | ------ | -------- | ------ | --------------- | ---------------- | ------------ | ------------ |
| 6e    | 6        | 2        | 3      | 1        | 17     | 12              | 7                | 4            | 0            |

### Topscorers
| #              | Naam                     | Goal | Goal | Totaal |
| -------------- | ------------------------ | ---- | ---- | ------ |
| 1.             | Dominique Bruinenberg    | 4    | 2    | 6      |
| 2.             | Naomi Hilhorst           | 4    | 0    | 4      |
| 2.             | Jassina Blom             | 2    | 2    | 4      |
| 2.             | Marushka van Olst        | 2    | 2    | 4      |
| 4.             | Jill Diekman             | 1    | 1    | 2      |
| 5.             | Maud Asbroek             | 1    | 0    | 1      |
| 5.             | Maxime Bennink           | 1    | 0    | 1      |
| 5.             | Tess van Bentem          | 0    | 1    | 1      |
| 5.             | Evi Maatman              | 0    | 1    | 1      |
| 5.             | Danique Noordman         | 0    | 1    | 1      |
| 5.             | Kely Pruim               | 1    | 0    | 1      |
| 5.             | Imre van der Vegt        | 0    | 1    | 1      |
| Eigen doelpunt |                          |      |      |        |
| 1.             | Maudy Stoop (VV Alkmaar) | 0    | 1    | 1      |
| Totaal         | Totaal                   | 16   | 12   | 28     |

| #      | Naam           | Goal |
| ------ | -------------- | ---- |
| –      | Geen speelster | 0    |
| Totaal | Totaal         | 0    |

| #      | Naam                  | Goal |
| ------ | --------------------- | ---- |
| 1.     | Jassina Blom          | 4    |
| 2.     | Dominique Bruinenberg | 1    |
| 2.     | Jill Diekman          | 1    |
| 2.     | Naomi Hilhorst        | 1    |
| 2.     | Marushka van Olst     | 1    |
| Totaal | Totaal                | 8    |

| #                   | Naam                        | Goal |
| ------------------- | --------------------------- | ---- |
| 1.                  | Dominique Bruinenberg       | 6    |
| 2.                  | Naomi Hilhorst              | 5    |
| 3.                  | Danique Noordman            | 4    |
| 4.                  | Marushka van Olst           | 3    |
| 5.                  | Maxime Bennink              | 1    |
| 5.                  | Jassina Blom                | 1    |
| Onbekend doelpunten |                             |      |
| 1.                  | Niet bekend (tegen Bocholt) | 8    |
| Totaal              | Totaal                      | 27   |

### Kaarten
| #      | Naam                       | Kreeg geel |
| ------ | -------------------------- | ---------- |
| 1.     | Jassina Blom               | 3          |
| 1.     | Kely Pruim                 | 3          |
| 1.     | Imre van der Vegt          | 3          |
| 4.     | Jill Diekman               | 2          |
| 4.     | Cheyenne van den Goorbergh | 2          |
| 6.     | Maxime Bennink             | 1          |
| 6.     | Moïsa van Koot             | 1          |
| 6.     | Naomi Hilhorst             | 1          |
| Totaal | Totaal                     | 15         |

| #      | Naam   | Kreeg voor de tweede keer geel en dus rood |
| ------ | ------ | ------------------------------------------ |
| –      |        | –                                          |
| Totaal | Totaal | –                                          |

| #      | Naam   | Weggestuurd |
| ------ | ------ | ----------- |
| –      |        | –           |
| Totaal | Totaal | –           |

### Punten per speelronde
| Speelronde | 1 | 2 | 3 | 4 | 5 | 6 | 7 | 8 | 9 | 10 | 11 | 12 | 13 | 14 |   | PO1 | PO2 | PO3 | PO4 | PO5 | PO6 |
| ---------- | - | - | - | - | - | - | - | - | - | -- | -- | -- | -- | -- | - | --- | --- | --- | --- | --- | --- |
| Punten     | 3 | 1 | 1 | 0 | 0 | 1 | 0 | 0 | 0 | 3  | 0  | 3  | 3  | 1  | 1 | 1   | 1   | 3   | 0   | 3   |     |

### Punten na speelronde
| Speelronde | 1 | 2 | 3 | 4 | 5 | 6 | 7 | 8 | 9 | 10 | 11 | 12 | 13 | 14 |   | PO1 | PO2 | PO3 | PO4 | PO5 | PO6 |
| ---------- | - | - | - | - | - | - | - | - | - | -- | -- | -- | -- | -- | - | --- | --- | --- | --- | --- | --- |
| Punten     | 3 | 4 | 5 | 5 | 5 | 6 | 6 | 6 | 6 | 9  | 9  | 12 | 15 | 16 | 9 | 10  | 11  | 14  | 14  | 17  |     |

### Stand na speelronde
| Speelronde | 1  | 2  | 3  | 4  | 5  | 6  | 7  | 8  | 9  | 10 | 11 | 12 | 13 | 14 |    | PO1 | PO2 | PO3 | PO4 | PO5 | PO6 |
| ---------- | -- | -- | -- | -- | -- | -- | -- | -- | -- | -- | -- | -- | -- | -- | -- | --- | --- | --- | --- | --- | --- |
| Stand      | 3e | 2e | 4e | 4e | 5e | 5e | 5e | 6e | 6e | 6e | 6e | 6e | 5e | 5e | 5e | 5e  | 5e  | 5e  | 6e  | 6e  |     |

### Doelpunten per speelronde
| Speelronde | 1 | 2 | 3 | 4 | 5 | 6 | 7 | 8 | 9 | 10 | 11 | 12 | 13 | 14 |   | PO1 | PO2 | PO3 | PO4 | PO5 | PO6 | Totaal |
| ---------- | - | - | - | - | - | - | - | - | - | -- | -- | -- | -- | -- | - | --- | --- | --- | --- | --- | --- | ------ |
| Doelpunten | 1 | 2 | 0 | 2 | 1 | 1 | 1 | 0 | 1 | 3  | 0  | 1  | 1  | 2  | 1 | 3   | 1   | 2   | 0   | 5   | 28  |        |

## Mutaties

### Zomer

#### Aangetrokken
| Nr. | Nat. | Naam                       | Van              | Type | Contract     | Transfersom | Bijzonderheid |
| --- | ---- | -------------------------- | ---------------- | ---- | ------------ | ----------- | ------------- |
| 7   | NL   | Maxime Bennink             | Reading FC Women | –    | 30 juni 2021 | n.v.t.      | –             |
| 11  | BE   | Jassina Blom               | KAA Gent Ladies  | –    | 30 juni 2021 | n.v.t.      | –             |
| 14  | NL   | Cheyenne van den Goorbergh | FC Twente        | –    | 30 juni 2021 | n.v.t.      | –             |
| 15  | NL   | Naomi Hilhorst             | FC Twente        | –    | 30 juni 2021 | n.v.t.      | –             |

#### Vertrokken
| Nr. | Nat. | Naam              | Naar                    | Type         | Transfersom | Wed. | Dlpt. |
| --- | ---- | ----------------- | ----------------------- | ------------ | ----------- | ---- | ----- |
| 38  | NL   | Marit Auée        | Universiteit van Dallas | Transfervrij | n.v.t.      | 14   | 0     |
| 25  | NL   | Dara Broekhaar    | Gestopt                 | n.v.t.       | n.v.t.      | 1    | 0     |
| 11  | NL   | Yvette van Daelen | Be Quick '28            | Transfervrij | n.v.t.      | 162  | 23    |
| 9   | NL   | Rebecca Doejaaren | Gestopt                 | n.v.t.       | n.v.t.      | 116  | 34    |
| 1   | NL   | Nienke Olthof     | Gestopt                 | n.v.t.       | n.v.t.      | 38   | 0     |
| 14  | NL   | Bonita Theunissen | Gestopt                 | n.v.t.       | n.v.t.      | 19   | 3     |
| 10  | NL   | Nikita Tromp      | Ajax                    | Transfervrij | n.v.t.      | 16   | 8     |
| 2   | NL   | Leonie Vliek      | Gestopt                 | n.v.t.       | n.v.t.      | 42   | 1     |

#### Statistieken transfers zomer
| Gekochte spelers | Verkochte spelers | Gehuurde spelers | Verhuurde spelers | Spelers terug van verhuurperiode | Spelers einde van huurperiode | Transfervrij aangetrokken spelers | Transfervrij vertrokken spelers | Doorgestroomde jeugdspelers |
| ---------------- | ----------------- | ---------------- | ----------------- | -------------------------------- | ----------------------------- | --------------------------------- | ------------------------------- | --------------------------- |
| 0                | 0                 | 0                | 0                 | 0                                | 0                             | 4                                 | 8                               | 0                           |

## Voetnoten
ADO Den Haag · 
Ajax · 
VV Alkmaar · 
Excelsior · 
sc Heerenveen · 
PEC Zwolle · 
PSV · 
FC Twente